# یونیتی فیلان
یونیتی فیلان (انگلیسی: Unity Phelan)  (زاده فوریه ۱۹۹۵)  یک رقصنده باله زن آمریکایی است. او در سال ۲۰۱۳ به باله شهر نیویورک پیوست و در سال ۲۰۲۱ به عنوان رقصنده اصلی ارتقا یافت. خارج از شرکت، او همچنین در فیلم‌های جان ویک: بخش ۳ (۲۰۱۹) و من به پایان دادن به اوضاع فکر می‌کنم (۲۰۲۰) نیز بازی کرده‌است.

## اوایل زندگی
فیلان در پرینستون، نیوجرسی به دنیا آمد. پدرش یک شرکت خدمات بهداشتی را تأسیس کرد که در آن مدیر اجرایی نیز بود و مادرش یک حسابدار است.
فیلان باله را در چهار سالگی در مدرسه باله پرینستون و به دنبال خواهر بزرگترش آغاز کرد. در سیزده سالگی، او در برنامه تابستانی مدرسه باله آمریکایی در نیویورک شرکت کرد و برای پیوستن به برنامه تمام سال دعوت شد. والدینش فکر می‌کردند که او خیلی جوان است، اما به او اجازه دادند سال بعد به طور تمام وقت در آنجا تمرین کند. او سه سال در مدرسه آموزش دید. در این مدت، او همچنین دبیرستان را در مدرسه به پایان رساند و در سال ۲۰۱۲ فارغ التحصیل شد.

## حرفه
فیلان در سال ۲۰۱۲ در باله شهر نیویورک شاگرد شد، و سال بعد به گروه باله پیوست. در سال ۲۰۱۵، او اولین بازی خود را به عنوان پری در فیلم فندق شکن بالاچین انجام داد.

## زندگی شخصی
فیلان در حالی که تمام وقت می‌رقصید، در دانشگاه فوردهام نیز تحصیل کرد. او در سال ۲۰۲۰ با مدرک لیسانس در اقتصاد و رهبری سازمانی فارغ التحصیل شد.
در سال ۲۰۲۲، فیلان با کامرون دیک، رقصنده سابق باله شهر نیویورک ازدواج کرد.